# Exechohypopion inglorium
Exechohypopion inglorium är en tvåvingeart som först beskrevs av Philippi 1865.  Exechohypopion inglorium ingår i släktet Exechohypopion och familjen svävflugor. Inga underarter finns listade i Catalogue of Life.